# Abony
Abony es una ciudad (en húngaro: "város") en el condado de Pest, en Hungría. Se encuentra entre los ríos Danubio y Tisza, a unos 16 kilómetros de Cegléd y a unos 85 km de Budapest.
La economía local se basa en la agricultura. 

## Gente conocida
- János Varga,  (1939), luchador olímpico.
- Gyula Háy (1900-1975), poeta.
- Artúr Balogh (1866-1951), abogado, político y miembro de la Academia de Ciencias de Hungría.

## Ciudades hermanadas
- Reci, Rumanía